# 蔣奎
蔣奎，湖廣沅州人，明朝政治人物、進士出身。
洪武十八年，登進士，授給事中。